# Núria Torray
Núria Torra Resplandi (Barcelona, 24 de setembre del 1934 - Madrid, 8 de juny del 2004), coneguda artísticament com a Núria Torray, fou una actriu catalana que destacà especialment en l'escena teatral.
Formada a l'Institut del Teatre de Barcelona i a la companyia de José Tamayo, l'any 1965 obtingué el Premi del Sindicato Nacional del Espectáculo per l'obra Diálogos de la paz. L'any 1995, cap al final de la seva carrera, fou guardonada amb el "Premi Ercilla de Teatre" per la seva interpretació en l'obra Mi querida familia.
La seva carrera com a actriu de cinema fou molt menys notòria tot i que hi debutà el 1956 amb el film Susana y yo, d'E. Cahen Salaberry. El 1971 però, es retirà definitivament de la pantalla. Contràriament les seves aparicions en sèries teatrals de televisió (com Un mito llamado en TVE) sovintejaren durant els anys seixanta i setanta en programes com Estudio 1.
Va estar casada amb el poeta, escriptor i realitzador de sèries teatrals a la televisió Juan Guerrero Zamora i tingué una filla, també actriu, Alejandra Torray.
Va morir a Madrid el 8 de juny de 2004 a causa d'un càncer de còlon.

## Trajectòria artística

### Teatre
- 1958, 14 d'abril. El pobre d'esperit i els altres de Josep Maria de Sagarra. Estrenada al teatre Romea de Barcelona.
- 1958, novembre. Patata, original de Marcel Achard, versió de Juan Ignacio Luca de Tena. Representada al teatre Windsor de Barcelona.
- 1961. La caída de Orfeo, original de Tennessee Williams. Representada al teatre Còmic de Barcelona.
- 1971. Cuatro historias de alquiler de Barillet i Grédy. Dirigida per Albert Closas. Representada al teatre Moratín de Barcelona.
- 1972. Mirandolina en su posada hace lo que le da la gana, original de Carlo Goldoni, versió i direcció de Juan Guerrero Zamora. Representada al teatre Talia de Barcelona.
- 1974. Las cítaras colgadas de los árboles, original d'Antonio Gala. Representada al teatre Barcelona, de Barcelona.

### Filmografia
- 1957. Un Marido de ida y vuelta.
- 1963. La becerrada.
- 1964. Prohibido soñar.
- 1964. El hombre de la diligencia.
- 1965. El señor de La Salle. Director: Luis César Amadori.
- 1965: Diálogos de la paz
- 1966. Eroe vagabondo.
- 1967. Los siete de Pancho Villa.
- 1970. Fuenteovejuna.
- 1970. Trasplante de un cerebro.
- 1971. Quel maledetto giorno d'inverno... Django e Sartana all'ultimo.
- 1974. La casa de las muertas vivientes. Director: Alfonso Balcázar.
- Aquí están las vicetiples. Director: Ramón Fernández.
- Una jaula no tiene secretos.
- Dar la cara.
- Accidente 703.
- Bueno para nada.